# Architektura 18-bitowa
Architektura 18-bitowa – architektura komputera, w której słowa, adresy i inne dane mieszczą się w najwyżej 18 bitach pamięci.
Wśród najbardziej znanych komputerów 18-bitowych wymienić warto produkowane przez Digitala minikomputery: PDP-1, PDP-4, PDP-7, PDP-9 i PDP-15, wytwarzane od roku 1960 do około 1975. Innymi komputerami 18-bitowymi były maszyny UNIVAC włączając w to UNIVAC 418 i różne komputery wojskowe. 18-bitowy był również IBM 7700 Data Acquisition System.
18 cyfr binarnych daje 262144 różnych kombinacji (1000000 ósemkowo, 40000 szesnastkowo)